# Cleome foliosa
Cleome foliosa là một loài thực vật có hoa trong họ Màng màng. Loài này được Hook.f. mô tả khoa học đầu tiên năm 1849.